# Feszty Árpád
Martosi Feszty Árpád (született: Rehrenbeck Árpád Szilveszter, Ógyalla, 1856. december 21. – Lovran, 1914. június 1.) magyar festőművész.

## Élete
Édesapja martosi Feszty Szilveszter (1819–1910), ógyallai földbirtokos, aki a "Rehrenbeck" vezetéknév alatt született, édesanyja Linzmajer Jozefa (1822–1885) volt. Feszty Árpád apja a Rehrenbeck vezetéknevét – a Szilveszter németes, becézett alakjáról – Fesztyre változtatta 1868-ban és 1887. április 21-én nemességet, családi címert és a "martosi" nemesi előnevet szerezte adományban I. Ferenc József magyar királytól. Feszty Árpád tehetségének korán jelét adta. Iskoláit Komáromban, Pozsonyban, majd a Budai Főreáltanodában végezte, innen azonban távoznia kellett, mivel több társával politikai és irodalmi kört alapított. A 16 éves fiú ekkor vándorszínésznek állt, majd 1874-ben Münchenbe ment, ahol főleg a képtárakat tanulmányozta. Müncheni tartózkodása alatt ismerkedett meg Karl Kubinsky cseh-német festővel, aki maga mellé vette és önállóan foglalkoztatta. A tehetséges fiatal festő a müncheni Kunstverein kiállításán feltűnést keltett egy tájképével és csakhamar elnyerte az állami ösztöndíjat.
Később tanulmányai folytatása céljából Párizsba ment, és 1878-ban a nemzetközi világtárlaton sikert aratott Delelő című képével, mely hamarosan elkelt. Még ez évben Velencébe ment, ahol lagúna képeket festett; velencei tartózkodása nagyon jó hatással volt művészetének fejlődésére, és amúgy is eleven színérzéke még jobban kifejlődött.
Ógyallai műtermében festette egy évvel később Pusztai találkozás télen című nagy vásznát, mely felkeltette iránta a művészeti körök komoly érdeklődését. 1880-ban ösztöndíjat nyert, és három évig Bécsben tartózkodott, ahol Eduard Peithner von Lichtenfels iskolájában tanult. Itt festette Golgota című híres képét, melyet csakhamar követett a Levétel a keresztről és a Szent Gellért.
Jellemző ereje különösen zsánerképekben domborodott ki (Kárvallottak, Bányaszerencsétlenség).
Ő festette az Operaház és a Fővárosi Törvényszék faliképeit is.
1896-ban a millenniumi kiállításra festette a Magyarok bejövetele című hatalmas panorámáját. Ekkor festette a Bánhidai csata és a Zsolt vezér eljegyzése című képeit is Komárom és Bihar vármegyék számára.
Ezt követően hosszabb ideig Firenzében tartózkodott nejével, Jókai Rózával (1861–1936), Jókai Mór fogadott leányával. Itt festette Krisztus temetése című triptichonját, amelyet 1902-ben Budapesten állított ki, majd nemzetközi körútra indította. 1906-ban III. osztályú Vaskorona-renddel tüntették ki.
Festészeten kívül irodalommal is foglalkozott. Könyve 1897-ben jelent meg Budapesten, Az én parasztjaim címmel.

## Emléke
- Halálának 100. évfordulójára emlékkiállítás a Duna Menti Múzeumban (2014).
- Emléktábla Budapest I. kerületének Feszty Árpád utcájában
- Síremléke Ógyallán a Feszty-család sírboltjában
- Emléktáblája Lovranban (Horvátország), a Flóra villa bejáratánál

## Jegyzetek

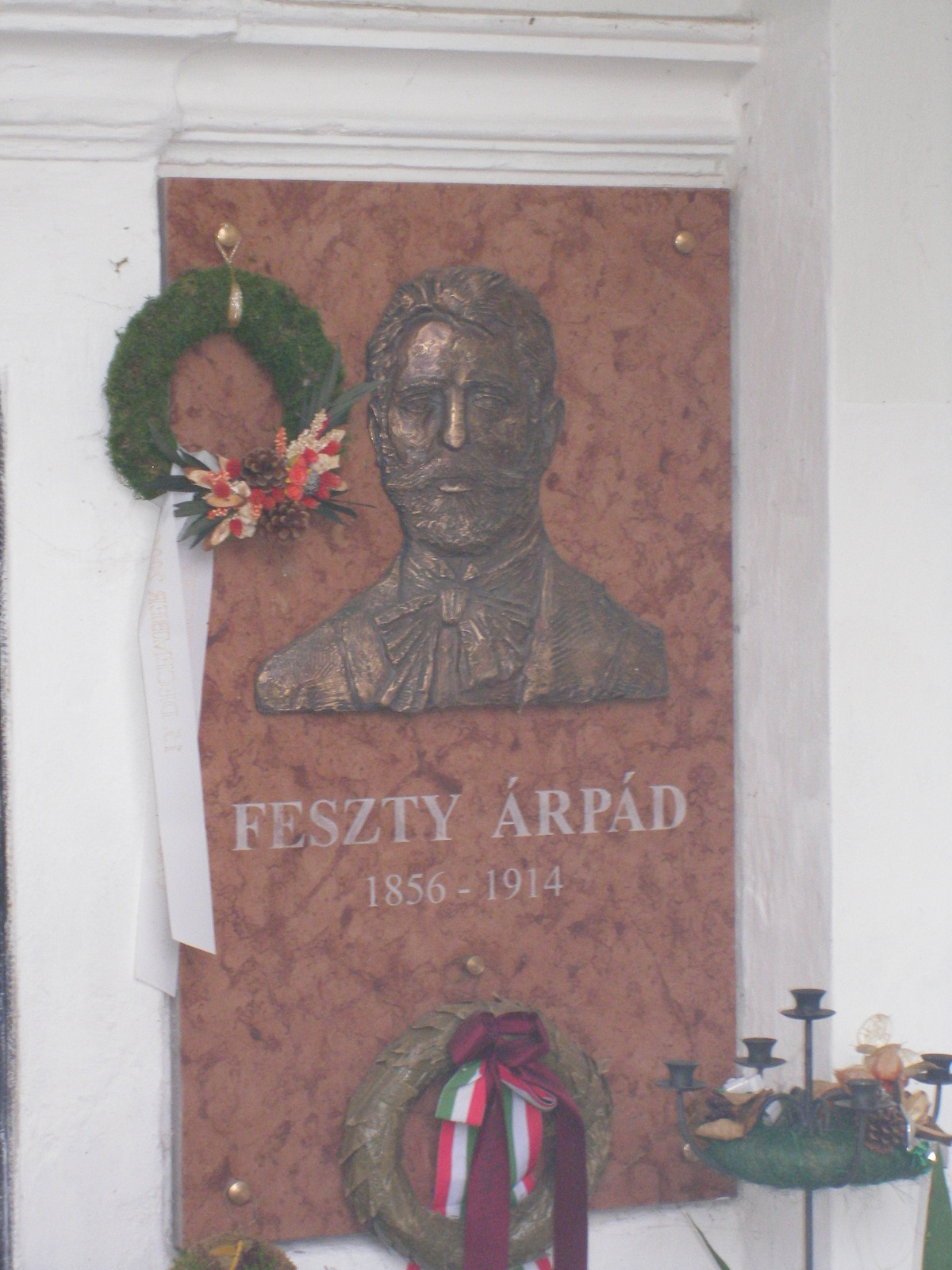
Feszty Árpád síremléke Ógyallán a Feszty-család sírboltjában

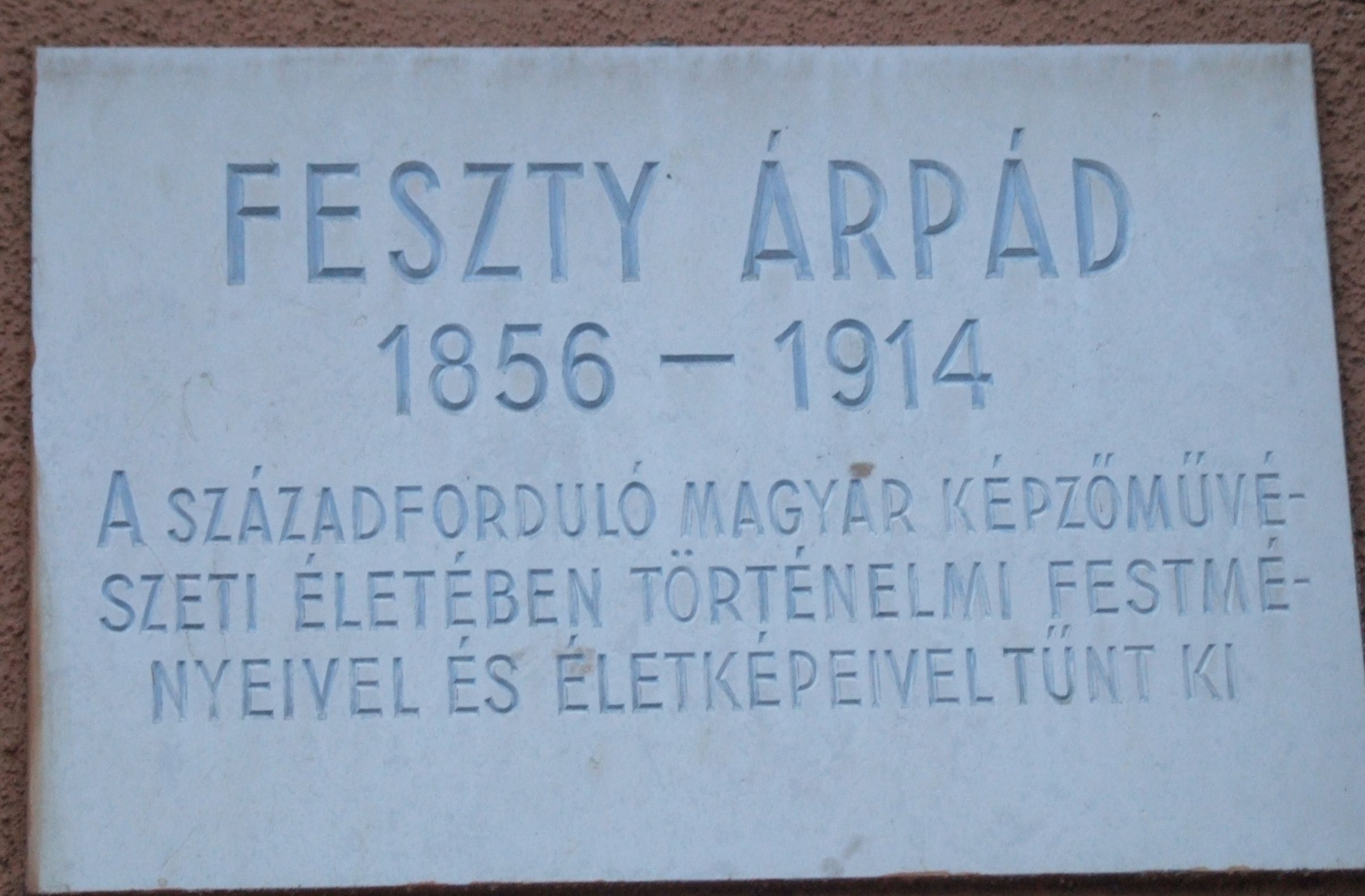
Emléktáblája, a róla elnevezett krisztinavárosi utca, 2-es számú házának falán

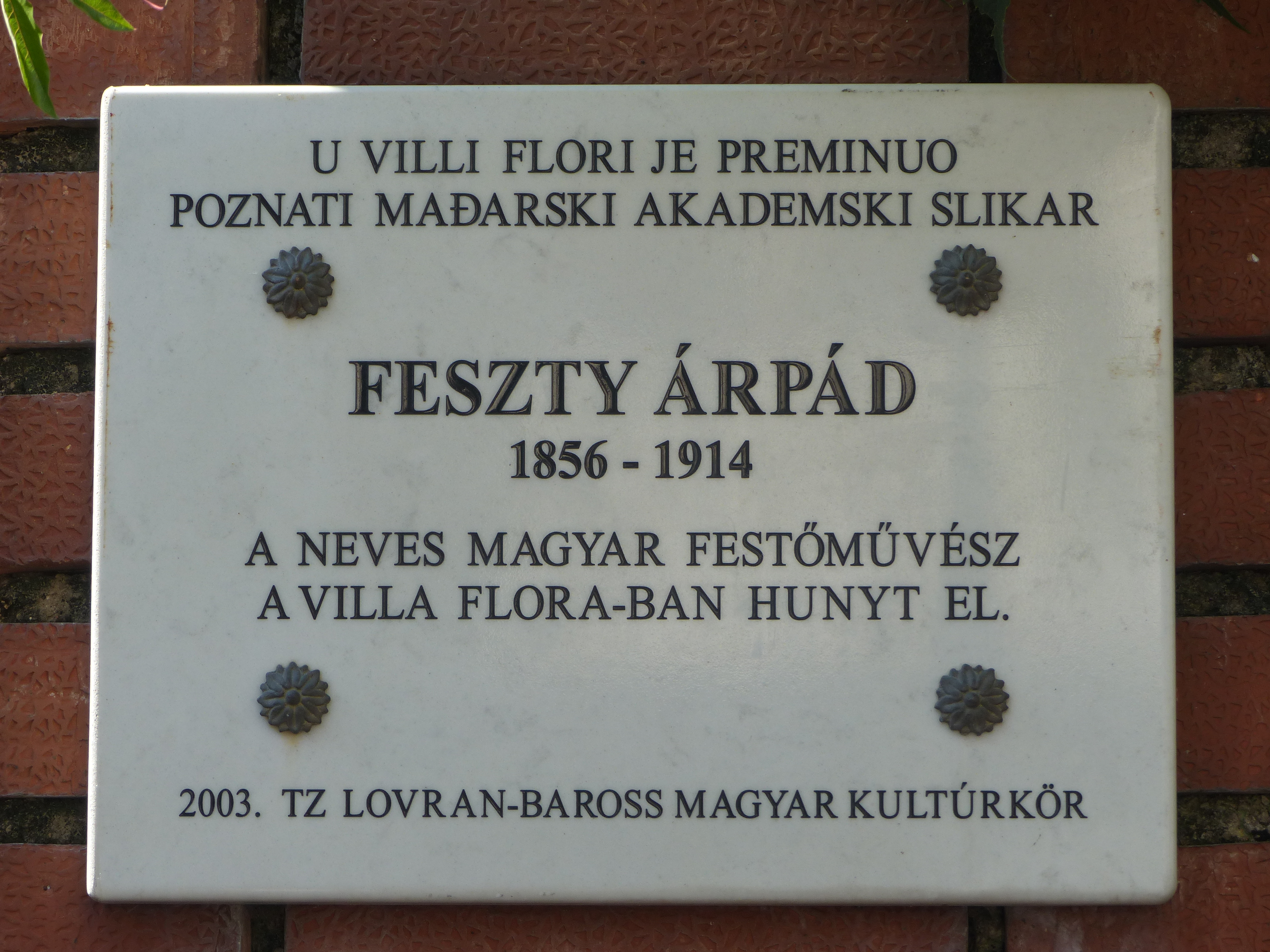
Flóra villa

## Jókaival való rokonsága
|                          |                          |                          |                          |                          |                          |                         |                         |                             |                             |                             |                             |                                 |                                 |                                 |                                 |                                 |                                 |                   |                   |                   |                   |  |  |                                |                                |                                |                                | Benke József (1781–1855)       | Benke József (1781–1855)       | Benke József (1781–1855) | Benke József (1781–1855) | Benke József (1781–1855)    | Benke József (1781–1855)    |                             |                             | Rácz Zsuzsánna              | Rácz Zsuzsánna              | Rácz Zsuzsánna           | Rácz Zsuzsánna           | Rácz Zsuzsánna                     | Rácz Zsuzsánna                     |                                    |                                    |                                    |                                    |                          |                          |                              |                              |                              |                              | Jókay József (1781–1837)     | Jókay József (1781–1837)     | Jókay József (1781–1837) | Jókay József (1781–1837) | Jókay József (1781–1837) | Jókay József (1781–1837) |                          |                          | Pulay Mária (1790–1866)  | Pulay Mária (1790–1866)  | Pulay Mária (1790–1866) | Pulay Mária (1790–1866) | Pulay Mária (1790–1866)  | Pulay Mária (1790–1866)  |                          |                          |                          |                          |  |  |                         |                         |                         |                         |                         |                         |  |  |  |  |  |  |  |  |  |  |  |  |  |  |
|                          |                          |                          |                          |                          |                          |                         |                         |                             |                             |                             |                             |                                 |                                 |                                 |                                 |                                 |                                 |                   |                   |                   |                   |  |  |                                |                                |                                |                                | Benke József (1781–1855)       | Benke József (1781–1855)       | Benke József (1781–1855) | Benke József (1781–1855) | Benke József (1781–1855)    | Benke József (1781–1855)    |                             |                             | Rácz Zsuzsánna              | Rácz Zsuzsánna              | Rácz Zsuzsánna           | Rácz Zsuzsánna           | Rácz Zsuzsánna                     | Rácz Zsuzsánna                     |                                    |                                    |                                    |                                    |                          |                          |                              |                              |                              |                              | Jókay József (1781–1837)     | Jókay József (1781–1837)     | Jókay József (1781–1837) | Jókay József (1781–1837) | Jókay József (1781–1837) | Jókay József (1781–1837) |                          |                          | Pulay Mária (1790–1866)  | Pulay Mária (1790–1866)  | Pulay Mária (1790–1866) | Pulay Mária (1790–1866) | Pulay Mária (1790–1866)  | Pulay Mária (1790–1866)  |                          |                          |                          |                          |  |  |                         |                         |                         |                         |                         |                         |  |  |  |  |  |  |  |  |  |  |  |  |  |  |
|                          |                          |                          |                          |                          |                          |                         |                         |                             |                             |                             |                             |                                 |                                 |                                 |                                 |                                 |                                 |                   |                   |                   |                   |  |  |                                |                                |                                |                                |                                |                                |                          |                          |                             |                             |                             |                             |                             |                             |                          |                          |                                    |                                    |                                    |                                    |                                    |                                    |                          |                          |                              |                              |                              |                              |                              |                              |                          |                          |                          |                          |                          |                          |                          |                          |                         |                         |                          |                          |                          |                          |                          |                          |  |  |                         |                         |                         |                         |                         |                         |  |  |  |  |  |  |  |  |  |  |  |  |  |  |
|                          |                          |                          |                          |                          |                          |                         |                         |                             |                             |                             |                             |                                 |                                 |                                 |                                 |                                 |                                 |                   |                   |                   |                   |  |  |                                |                                |                                |                                |                                |                                |                          |                          |                             |                             |                             |                             |                             |                             |                          |                          |                                    |                                    |                                    |                                    |                                    |                                    |                          |                          |                              |                              |                              |                              |                              |                              |                          |                          |                          |                          |                          |                          |                          |                          |                         |                         |                          |                          |                          |                          |                          |                          |  |  |                         |                         |                         |                         |                         |                         |  |  |  |  |  |  |  |  |  |  |  |  |  |  |
| Fáncsy Lajos (1809–1854) | Fáncsy Lajos (1809–1854) | Fáncsy Lajos (1809–1854) | Fáncsy Lajos (1809–1854) | Fáncsy Lajos (1809–1854) | Fáncsy Lajos (1809–1854) |                         |                         | Meszlényi Mária (1813–1889) | Meszlényi Mária (1813–1889) | Meszlényi Mária (1813–1889) | Meszlényi Mária (1813–1889) | Meszlényi Mária (1813–1889)     | Meszlényi Mária (1813–1889)     |                                 |                                 | Jeremiás Karolina               | Jeremiás Karolina               | Jeremiás Karolina | Jeremiás Karolina | Jeremiás Karolina | Jeremiás Karolina |  |  | id. Lendvay Márton (1807–1858) | id. Lendvay Márton (1807–1858) | id. Lendvay Márton (1807–1858) | id. Lendvay Márton (1807–1858) | id. Lendvay Márton (1807–1858) | id. Lendvay Márton (1807–1858) |                          |                          | Laborfalvi Róza (1817–1886) | Laborfalvi Róza (1817–1886) | Laborfalvi Róza (1817–1886) | Laborfalvi Róza (1817–1886) | Laborfalvi Róza (1817–1886) | Laborfalvi Róza (1817–1886) |                          |                          | Jókai Mór (1825–1904)              | Jókai Mór (1825–1904)              | Jókai Mór (1825–1904)              | Jókai Mór (1825–1904)              | Jókai Mór (1825–1904)              | Jókai Mór (1825–1904)              |                          |                          | Nagy Bella (1879–1947)       | Nagy Bella (1879–1947)       | Nagy Bella (1879–1947)       | Nagy Bella (1879–1947)       | Nagy Bella (1879–1947)       | Nagy Bella (1879–1947)       |                          |                          | Jókay Károly (1814–1902) | Jókay Károly (1814–1902) | Jókay Károly (1814–1902) | Jókay Károly (1814–1902) | Jókay Károly (1814–1902) | Jókay Károly (1814–1902) |                         |                         | Jókai Eszter (1816–1889) | Jókai Eszter (1816–1889) | Jókai Eszter (1816–1889) | Jókai Eszter (1816–1889) | Jókai Eszter (1816–1889) | Jókai Eszter (1816–1889) |  |  | Váli Ferenc (1810–1882) | Váli Ferenc (1810–1882) | Váli Ferenc (1810–1882) | Váli Ferenc (1810–1882) | Váli Ferenc (1810–1882) | Váli Ferenc (1810–1882) |  |  |  |  |  |  |  |  |  |  |  |  |  |  |
| Fáncsy Lajos (1809–1854) | Fáncsy Lajos (1809–1854) | Fáncsy Lajos (1809–1854) | Fáncsy Lajos (1809–1854) | Fáncsy Lajos (1809–1854) | Fáncsy Lajos (1809–1854) |                         |                         | Meszlényi Mária (1813–1889) | Meszlényi Mária (1813–1889) | Meszlényi Mária (1813–1889) | Meszlényi Mária (1813–1889) | Meszlényi Mária (1813–1889)     | Meszlényi Mária (1813–1889)     |                                 |                                 | Jeremiás Karolina               | Jeremiás Karolina               | Jeremiás Karolina | Jeremiás Karolina | Jeremiás Karolina | Jeremiás Karolina |  |  | id. Lendvay Márton (1807–1858) | id. Lendvay Márton (1807–1858) | id. Lendvay Márton (1807–1858) | id. Lendvay Márton (1807–1858) | id. Lendvay Márton (1807–1858) | id. Lendvay Márton (1807–1858) |                          |                          | Laborfalvi Róza (1817–1886) | Laborfalvi Róza (1817–1886) | Laborfalvi Róza (1817–1886) | Laborfalvi Róza (1817–1886) | Laborfalvi Róza (1817–1886) | Laborfalvi Róza (1817–1886) |                          |                          | Jókai Mór (1825–1904)              | Jókai Mór (1825–1904)              | Jókai Mór (1825–1904)              | Jókai Mór (1825–1904)              | Jókai Mór (1825–1904)              | Jókai Mór (1825–1904)              |                          |                          | Nagy Bella (1879–1947)       | Nagy Bella (1879–1947)       | Nagy Bella (1879–1947)       | Nagy Bella (1879–1947)       | Nagy Bella (1879–1947)       | Nagy Bella (1879–1947)       |                          |                          | Jókay Károly (1814–1902) | Jókay Károly (1814–1902) | Jókay Károly (1814–1902) | Jókay Károly (1814–1902) | Jókay Károly (1814–1902) | Jókay Károly (1814–1902) |                         |                         | Jókai Eszter (1816–1889) | Jókai Eszter (1816–1889) | Jókai Eszter (1816–1889) | Jókai Eszter (1816–1889) | Jókai Eszter (1816–1889) | Jókai Eszter (1816–1889) |  |  | Váli Ferenc (1810–1882) | Váli Ferenc (1810–1882) | Váli Ferenc (1810–1882) | Váli Ferenc (1810–1882) | Váli Ferenc (1810–1882) | Váli Ferenc (1810–1882) |  |  |  |  |  |  |  |  |  |  |  |  |  |  |
|                          |                          |                          |                          |                          |                          |                         |                         |                             |                             |                             |                             |                                 |                                 |                                 |                                 |                                 |                                 |                   |                   |                   |                   |  |  |                                |                                |                                |                                |                                |                                |                          |                          |                             |                             |                             |                             |                             |                             |                          |                          |                                    |                                    |                                    |                                    |                                    |                                    |                          |                          |                              |                              |                              |                              |                              |                              |                          |                          |                          |                          |                          |                          |                          |                          |                         |                         |                          |                          |                          |                          |                          |                          |  |  |                         |                         |                         |                         |                         |                         |  |  |  |  |  |  |  |  |  |  |  |  |  |  |
|                          |                          |                          |                          |                          |                          |                         |                         |                             |                             |                             |                             |                                 |                                 |                                 |                                 |                                 |                                 |                   |                   |                   |                   |  |  |                                |                                |                                |                                |                                |                                |                          |                          |                             |                             |                             |                             |                             |                             |                          |                          |                                    |                                    |                                    |                                    |                                    |                                    |                          |                          |                              |                              |                              |                              |                              |                              |                          |                          |                          |                          |                          |                          |                          |                          |                         |                         |                          |                          |                          |                          |                          |                          |  |  |                         |                         |                         |                         |                         |                         |  |  |  |  |  |  |  |  |  |  |  |  |  |  |
|                          |                          |                          |                          | Fáncsy Ilka (1842–1904)  | Fáncsy Ilka (1842–1904)  | Fáncsy Ilka (1842–1904) | Fáncsy Ilka (1842–1904) | Fáncsy Ilka (1842–1904)     | Fáncsy Ilka (1842–1904)     |                             |                             | ifj. Lendvay Márton (1830–1875) | ifj. Lendvay Márton (1830–1875) | ifj. Lendvay Márton (1830–1875) | ifj. Lendvay Márton (1830–1875) | ifj. Lendvay Márton (1830–1875) | ifj. Lendvay Márton (1830–1875) |                   |                   |                   |                   |  |  |                                |                                |                                |                                | Benke Róza (1836–1861)         | Benke Róza (1836–1861)         | Benke Róza (1836–1861)   | Benke Róza (1836–1861)   | Benke Róza (1836–1861)      | Benke Róza (1836–1861)      |                             |                             |                             |                             |                          |                          | Rehrenbeck Szilveszter (1819–1910) | Rehrenbeck Szilveszter (1819–1910) | Rehrenbeck Szilveszter (1819–1910) | Rehrenbeck Szilveszter (1819–1910) | Rehrenbeck Szilveszter (1819–1910) | Rehrenbeck Szilveszter (1819–1910) |                          |                          | Linzmajer Jozefa (1822–1885) | Linzmajer Jozefa (1822–1885) | Linzmajer Jozefa (1822–1885) | Linzmajer Jozefa (1822–1885) | Linzmajer Jozefa (1822–1885) | Linzmajer Jozefa (1822–1885) |                          |                          |                          |                          |                          |                          |                          |                          |                         |                         |                          |                          |                          |                          |                          |                          |  |  |                         |                         |                         |                         |                         |                         |  |  |  |  |  |  |  |  |  |  |  |  |  |  |
|                          |                          |                          |                          | Fáncsy Ilka (1842–1904)  | Fáncsy Ilka (1842–1904)  | Fáncsy Ilka (1842–1904) | Fáncsy Ilka (1842–1904) | Fáncsy Ilka (1842–1904)     | Fáncsy Ilka (1842–1904)     |                             |                             | ifj. Lendvay Márton (1830–1875) | ifj. Lendvay Márton (1830–1875) | ifj. Lendvay Márton (1830–1875) | ifj. Lendvay Márton (1830–1875) | ifj. Lendvay Márton (1830–1875) | ifj. Lendvay Márton (1830–1875) |                   |                   |                   |                   |  |  |                                |                                |                                |                                | Benke Róza (1836–1861)         | Benke Róza (1836–1861)         | Benke Róza (1836–1861)   | Benke Róza (1836–1861)   | Benke Róza (1836–1861)      | Benke Róza (1836–1861)      |                             |                             |                             |                             |                          |                          | Rehrenbeck Szilveszter (1819–1910) | Rehrenbeck Szilveszter (1819–1910) | Rehrenbeck Szilveszter (1819–1910) | Rehrenbeck Szilveszter (1819–1910) | Rehrenbeck Szilveszter (1819–1910) | Rehrenbeck Szilveszter (1819–1910) |                          |                          | Linzmajer Jozefa (1822–1885) | Linzmajer Jozefa (1822–1885) | Linzmajer Jozefa (1822–1885) | Linzmajer Jozefa (1822–1885) | Linzmajer Jozefa (1822–1885) | Linzmajer Jozefa (1822–1885) |                          |                          |                          |                          |                          |                          |                          |                          |                         |                         |                          |                          |                          |                          |                          |                          |  |  |                         |                         |                         |                         |                         |                         |  |  |  |  |  |  |  |  |  |  |  |  |  |  |
|                          |                          |                          |                          |                          |                          |                         |                         |                             |                             |                             |                             |                                 |                                 |                                 |                                 |                                 |                                 |                   |                   |                   |                   |  |  |                                |                                |                                |                                |                                |                                |                          |                          |                             |                             |                             |                             |                             |                             |                          |                          |                                    |                                    |                                    |                                    |                                    |                                    |                          |                          |                              |                              |                              |                              |                              |                              |                          |                          |                          |                          |                          |                          |                          |                          |                         |                         |                          |                          |                          |                          |                          |                          |  |  |                         |                         |                         |                         |                         |                         |  |  |  |  |  |  |  |  |  |  |  |  |  |  |
|                          |                          |                          |                          |                          |                          |                         |                         |                             |                             |                             |                             |                                 |                                 |                                 |                                 |                                 |                                 |                   |                   |                   |                   |  |  |                                |                                |                                |                                |                                |                                |                          |                          |                             |                             |                             |                             |                             |                             |                          |                          |                                    |                                    |                                    |                                    |                                    |                                    |                          |                          |                              |                              |                              |                              |                              |                              |                          |                          |                          |                          |                          |                          |                          |                          |                         |                         |                          |                          |                          |                          |                          |                          |  |  |                         |                         |                         |                         |                         |                         |  |  |  |  |  |  |  |  |  |  |  |  |  |  |
|                          |                          |                          |                          |                          |                          |                         |                         |                             |                             |                             |                             |                                 |                                 |                                 |                                 |                                 |                                 |                   |                   |                   |                   |  |  |                                |                                |                                |                                | Jókai Róza (1861–1936)         | Jókai Róza (1861–1936)         | Jókai Róza (1861–1936)   | Jókai Róza (1861–1936)   | Jókai Róza (1861–1936)      | Jókai Róza (1861–1936)      |                             |                             | Feszty Árpád (1856–1914)    | Feszty Árpád (1856–1914)    | Feszty Árpád (1856–1914) | Feszty Árpád (1856–1914) | Feszty Árpád (1856–1914)           | Feszty Árpád (1856–1914)           |                                    |                                    | Feszty Adolf (1846–1900)           | Feszty Adolf (1846–1900)           | Feszty Adolf (1846–1900) | Feszty Adolf (1846–1900) | Feszty Adolf (1846–1900)     | Feszty Adolf (1846–1900)     |                              |                              | Feszty Gyula (1854–1912)     | Feszty Gyula (1854–1912)     | Feszty Gyula (1854–1912) | Feszty Gyula (1854–1912) | Feszty Gyula (1854–1912) | Feszty Gyula (1854–1912) |                          |                          | Feszty Béla (1868–1928)  | Feszty Béla (1868–1928)  | Feszty Béla (1868–1928) | Feszty Béla (1868–1928) | Feszty Béla (1868–1928)  | Feszty Béla (1868–1928)  |                          |                          |                          |                          |  |  |                         |                         |                         |                         |                         |                         |  |  |  |  |  |  |  |  |  |  |  |  |  |  |
|                          |                          |                          |                          |                          |                          |                         |                         |                             |                             |                             |                             |                                 |                                 |                                 |                                 |                                 |                                 |                   |                   |                   |                   |  |  |                                |                                |                                |                                | Jókai Róza (1861–1936)         | Jókai Róza (1861–1936)         | Jókai Róza (1861–1936)   | Jókai Róza (1861–1936)   | Jókai Róza (1861–1936)      | Jókai Róza (1861–1936)      |                             |                             | Feszty Árpád (1856–1914)    | Feszty Árpád (1856–1914)    | Feszty Árpád (1856–1914) | Feszty Árpád (1856–1914) | Feszty Árpád (1856–1914)           | Feszty Árpád (1856–1914)           |                                    |                                    | Feszty Adolf (1846–1900)           | Feszty Adolf (1846–1900)           | Feszty Adolf (1846–1900) | Feszty Adolf (1846–1900) | Feszty Adolf (1846–1900)     | Feszty Adolf (1846–1900)     |                              |                              | Feszty Gyula (1854–1912)     | Feszty Gyula (1854–1912)     | Feszty Gyula (1854–1912) | Feszty Gyula (1854–1912) | Feszty Gyula (1854–1912) | Feszty Gyula (1854–1912) |                          |                          | Feszty Béla (1868–1928)  | Feszty Béla (1868–1928)  | Feszty Béla (1868–1928) | Feszty Béla (1868–1928) | Feszty Béla (1868–1928)  | Feszty Béla (1868–1928)  |                          |                          |                          |                          |  |  |                         |                         |                         |                         |                         |                         |  |  |  |  |  |  |  |  |  |  |  |  |  |  |
|                          |                          |                          |                          |                          |                          |                         |                         |                             |                             |                             |                             |                                 |                                 |                                 |                                 |                                 |                                 |                   |                   |                   |                   |  |  |                                |                                |                                |                                |                                |                                |                          |                          |                             |                             |                             |                             |                             |                             |                          |                          |                                    |                                    |                                    |                                    |                                    |                                    |                          |                          |                              |                              |                              |                              |                              |                              |                          |                          |                          |                          |                          |                          |                          |                          |                         |                         |                          |                          |                          |                          |                          |                          |  |  |                         |                         |                         |                         |                         |                         |  |  |  |  |  |  |  |  |  |  |  |  |  |  |
|                          |                          |                          |                          |                          |                          |                         |                         |                             |                             |                             |                             |                                 |                                 |                                 |                                 |                                 |                                 |                   |                   |                   |                   |  |  |                                |                                |                                |                                |                                |                                |                          |                          | Feszty Masa (1895–1979)     |                             |                             |                             |                             |                             |                          |                          |                                    |                                    |                                    |                                    |                                    |                                    |                          |                          |                              |                              |                              |                              |                              |                              |                          |                          |                          |                          |                          |                          |                          |                          |                         |                         |                          |                          |                          |                          |                          |                          |  |  |                         |                         |                         |                         |                         |                         |  |  |  |  |  |  |  |  |  |  |  |  |  |  |
|                          |                          |                          |                          |                          |                          |                         |                         |                             |                             |                             |                             |                                 |                                 |                                 |                                 |                                 |                                 |                   |                   |                   |                   |  |  |                                |                                |                                |                                |                                |                                |                          |                          |                             |                             |                             |                             |                             |                             |                          |                          |                                    |                                    |                                    |                                    |                                    |                                    |                          |                          |                              |                              |                              |                              |                              |                              |                          |                          |                          |                          |                          |                          |                          |                          |                         |                         |                          |                          |                          |                          |                          |                          |  |  |                         |                         |                         |                         |                         |                         |  |  |  |  |  |  |  |  |  |  |  |  |  |  |